# Ткачик смугастий
Тка́чик смугастий (Ploceus manyar) — вид горобцеподібних птахів ткачикових (Ploceidae). Мешкає в Південній і Південно-Східній Азії.

## Опис
Довжина птаха становить 12-13 см. У самцівпід час сезону розмноження голова чорна, на тімені жовта пляма. Верхня частина тіла чорнувата, поцяткована світлими смужками, нижні покривні пера крил чорні, нижня частина тіла світло-коричнева, груди поцятковані темними смугами. Дзьоб і лапи чорні. У самців під час негніздового періоду і самиць голова і верхня частина тіла коричневі, поцятковані чорними смугами, нижня частина тіла світла, поцяткована темними смугами, над очима світлі "брови", на шиї жовті смуги, дзьоб світло-оранжевий.

## Підвиди
Виділяють чотири підвиди:

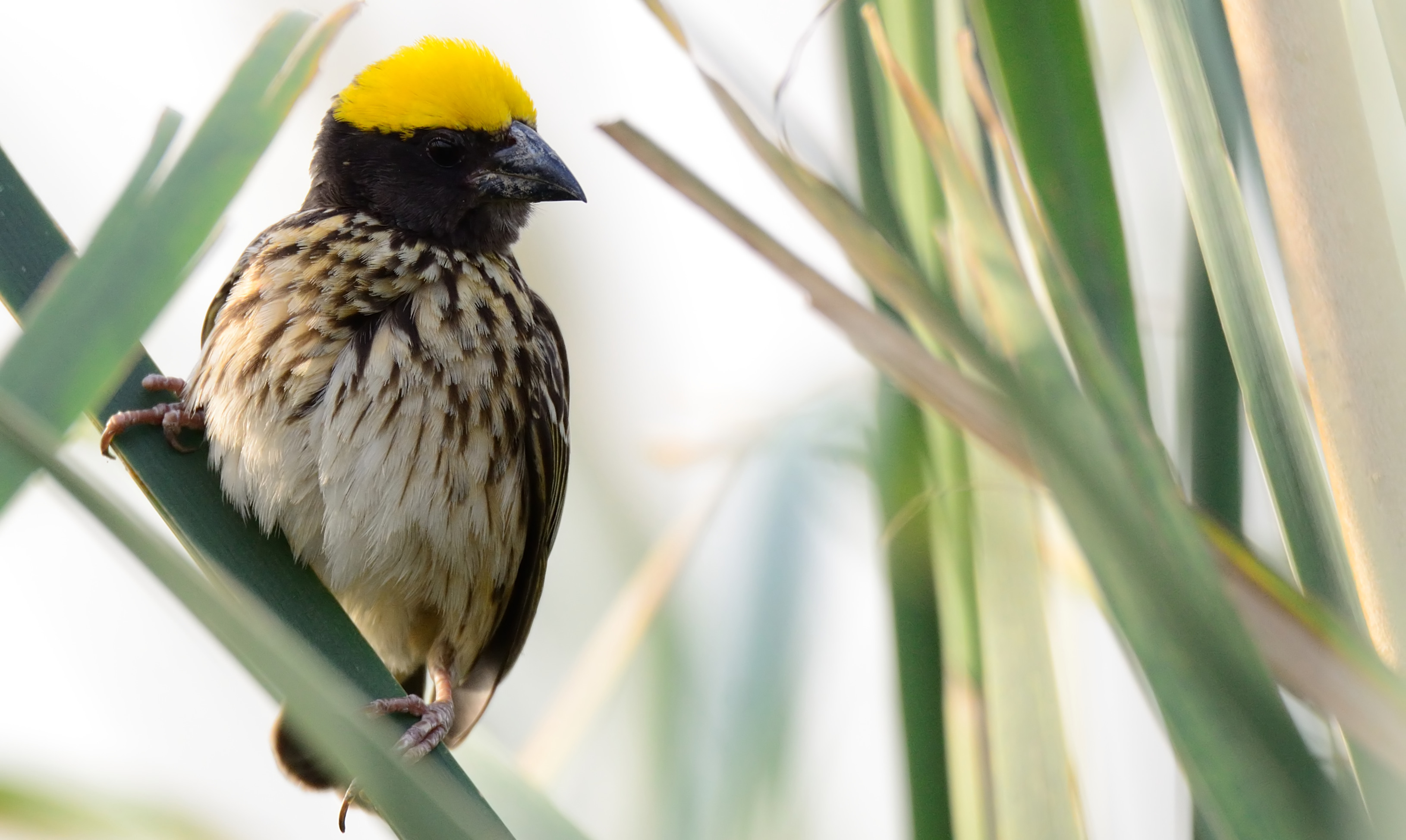
Смугастий ткачик

- P. m. flaviceps (Lesson, R, 1831) — Пакистан, Індія, за винятком північного сходу, Шрі-Ланка і південний схід Непалу;
- P. m. peguensis Baker, ECS, 1925 — від Бутану, Північно-Східної Індії і Бангладеш до північного Лаосу;
- P. m. williamsoni Hall, BP, 1957 — Таїланд, Камбоджа і південний В'єтнам;
- P. m. manyar (Horsfield, 1821) — острови Ява, Бавеан і Балі.

## Поширення і екологія
Смугасті ткачики мешкають в Пакистані, Індії, Бангладеш, Непалі, Бутані, Китаї, М'янмі, Таїланді, Лаосі, В'єтнамі, Камбоджі, Індонезії та на Шрі-Ланці, були інтродуковані на Аравійському півострові та в Єгипту, де зустрічаються в дельті Нілу. Вони живуть на луках, зокрема на заплавних, в очеретяних заростях на берегах річок і озер та на болотах. Живляться насінням і комахами. Смугасті ткачики є переважно моногаминими, Смугасті ткачики є переважно моногамними, хоча спостерігалися і випадки полігамії. Вони гніздяться колоніями. В кладці 1-2 яйця.